# Jastrzębniki (powiat kaliski)
Jastrzębniki – wieś w Polsce, położona w województwie wielkopolskim, w powiecie kaliskim, w gminie Blizanów.
| SIMC    | Nazwa    | Rodzaj    |
| ------- | -------- | --------- |
| 0194040 | Młynówka | część wsi |

Do 1954 roku siedziba gminy Pamięcin. W latach 1954–1972 wieś należała i była siedzibą władz gromady Jastrzębniki. W latach 1975–1998 miejscowość należała administracyjnie do województwa kaliskiego.